# Il lago delle oche selvatiche
Il lago delle oche selvatiche (Nánfāng chēzhàn de jùhuì, lett. "Appuntamento alla stazione sud") è un film del 2019 scritto e diretto da Diao Yinan.

## Trama
Zhou Zenong, è il leader di una banda di criminali specializzati nel furto di motociclette, ed è da poco uscito dal carcere. Durante una lite con una banda rivale, Zhou spara ed uccide accidentalmente un poliziotto, scambiandolo per un suo nemico.
Braccato dalla legge e dai rivali, l'uomo si ritrova in fuga.
Il seguito della storia ruota attorno a Zhou e Liu Aiai, una prostituta, il cui protettore è un noto associato di Zhou. Sarà Liu, in quanto non direttamente nota alla polizia e quindi non sospetta, che dovrà entrare in contatto con Zhou per una questione relativa alla taglia su di esso.

## Distribuzione
Il film è stato presentato in anteprima il 18 maggio 2019 al Festival di Cannes, nel concorso principale. È stato poi distribuito nelle sale cinematografiche cinesi a partire dal 6 dicembre 2019 e in quelle francesi dal 25 dicembre.
In Italia è stato distribuito nelle sale cinematografiche dal 13 febbraio 2020 da Movies Inspired.

## Accoglienza

### Incassi
Il film ha incassato più di 31 milioni di dollari.

### Critica
Su Rotten Tomatoes ha ottenuto un punteggio dell'88%, con una media dei voti di 7,25 su 10 basata su 41 critiche, mentre su Metacritic ha un punteggio di 74 su 100 basato su 12 valutazioni.

## Riconoscimenti
- 2019 - Festival di Cannes[9]
  - In competizione per la Palma d'oro